# Indeksi (Kwic,Kwac i Kwoc)

## Indeks
Indeks je bilo koji uređaj koji se koristi za označavanje ili ukazuju na nešto od interesa. Indeksiranje je stvaranje takvih indeksa. Indeksi se koristi u mnogim područjima. Osim knjižničara i informacijskih znanosti, kao što je indeks potrošačkih cijena u ekonomiji, gdje je indeks ukazuje na uspon i pad cijena. U pronalaženje informacija, indeks se koristi za označavanje sadržaja i obilježja poruka, svojim tekstovima i dokumentarnih jedinica, a njihov položaj i lokacija određen sadržaj ili značajke unutar tih poruka, tekstova i dokumentarnih jedinica. Postoje mnoge vrste indexa.  Indeksi su proizvedeni u mnogo različitih načina, kako od strane ljudske analize i računala algoritamski obrada. Indeksiranje ključna riječ.  Riječ je indeksiranje na temelju riječi u prirodnom jeziku teksta. To je obično osnova za elektroničke pretraživanje ne prikazanih indeksa ili punim tekstovima, ali je i osnova za neke popularne prirodnog jezika sintaksu za prikazanih indeksa. KWIC sintaksa stvara naslov za svaku ključnu riječ u tekst segmentu (naslov ili druga izjava), a ostatak teksta segment korišten za kontekst koji prethodi i slijedi ključnu riječ u izvornom red riječi. U KWIC, ključna riječ je u sredini naslova. KWOC vuče ključnu riječ iz njegova konteksta i postavite je u svom tradicionalnom mjestu na lijevo od naslova. KWAC (KeyWord Uz kontekstu) pokušava obnoviti neke kontekst te zadržati izvorni red riječi, ali stavljanje riječi koje se pojavljuju prethodi ključnu riječ na kraju naslova. prirodnog jezika sintaksa je sintaksa za prikazanih indeksa koji se primjenjuje na izjave ili segmenata teksta koji već postoje (primjerice, u prirodnom jeziku). Najčešće se primjenjuje u zvanja dokumenata. Najčešći prirodni jezik syntaxes su KWIC, KWAC i KWOC, koji su opisani u unosu za ključne riječi indeksiranje.

## Automatsko indeksiranje
Automatsko indeksiranje (engl. automatic indexing)  indeksiranje pomoću automatskih pomagala, tj. prikazivanje sadržaja dokumenta automatskom selekcijom ključnih riječi ili naziva iz teksta ili automatskim doznačivanjem naziva iz nekog dokumentacijskog jezika u praksi se primjenjuje posebno u publiciranju kazala "permutiranih naslova" (kazalo koje ponavlja sve termine iz naslova tako da se svaki naziv javlja kao odrednica - v. automatsko klasificiranje). Najstariji I najprimitivniji oblik automatskog indeksiranja su KWIC / KWAC / KWOC sustavi koji se temelje na jednostavnim, mehanička manipulacija pojmova izvedenih iz dokumenata naslova U automatsko indeksiranje spadaju tri vrste Kwac index, Kwic index I Kwoc index.

### Kwac
( engl.Kwac Indeks Key Word And Contex Indeks ), indeks s naslovom citiranim svaki put u cijelosti. Kwac riječ u kontekstu.

### Kwic
ključna riječ u kontekstu indekasa, vrsta automatskog indeksiranja razvijena u IBM-u 1958.godine.Kwic indeks je formirana sortiranje i usklađivanjem riječi unutar naslov kako bi svaka riječ u naslovima moći pretraživati po abecednom redu u indeksu. To je korisna metoda za indeksiranje tehničkih priručnika prije kompjuterizirana Kwic Indeks kazalo bibliografski jedinica stvoreno pomoću kompjutora. Popis ključnih riječi iz naslova obično je sređen po abecednom redu. Ključne riječi su prikazane tako da korisnik lako može vidjeti koje im riječi neposredno prethode ili slijede nakon njih u naslovu. 

### Kwoc
Sinonim polje je zadovoljavajuće za većinu svrhe, ali zahtjeva ručni rad. Da se programski pristup možemo jednostavno rotirati uvjete u oznakom tako da svaki pojam dobiva preokret u prednjem položaju, rad kao sortiranja pismu.Kwoc Indeks, ključna riječ out of – kontekst indexa, Kwoc indexa, popularna sve do kasnijeg dijela 20.stoljeća, popis ključni riječi na lijevoj strani web stranice, svaka ključna riječ onda slijedi tekst odnosi se u dokumentu. Stvar o Kwoc indexa je da se ista ključna riječ ponavlja na lijevoj strani više ili više na stranici.Kwoc indeks kazalo ključnih riječi van konteksta. Kazalo stvoreno kompjutorom u kojem su riječi popisane neovisno o njihovom kontekstu. KWIC, KWAC i KWOC su svi Indeksne tehnike koje rade samo na temelju leksičke informacije dostupan u naslovu dokumenta.

## Zaključak
Indeksi su proizvedeni u mnogo različitih načina, kako od strane ljudske analize i računala algoritamski obrada. Indeksi se koriste u mnogim područjima. Indeksiranje je stvaranje indeksa.  Najstariji i najprimitivniji oblik automatskog indeksiranja su KWIC, KWAC i KWOC sustavi koji se temelje na jednostavnim, mehanička manipulacija pojmova izvedenih iz dokumenata naslova. U automatsko indeksiranje spadaju tri vrste Kwac index, Kwic index I Kwoc index.